# Morodvis
Morodvis (makedonska: Мородвис) är en ort i Nordmakedonien. Den ligger i kommunen Zrnovci, i den östra delen av landet, 80 kilometer öster om huvudstaden Skopje. Morodvis ligger 422 meter över havet och antalet invånare är 524.